# Limenitis brevifascia
Limenitis brevifascia är en fjärilsart som beskrevs av Talbot 1928. Limenitis brevifascia ingår i släktet Limenitis och familjen praktfjärilar. Inga underarter finns listade i Catalogue of Life.